# Manuelí

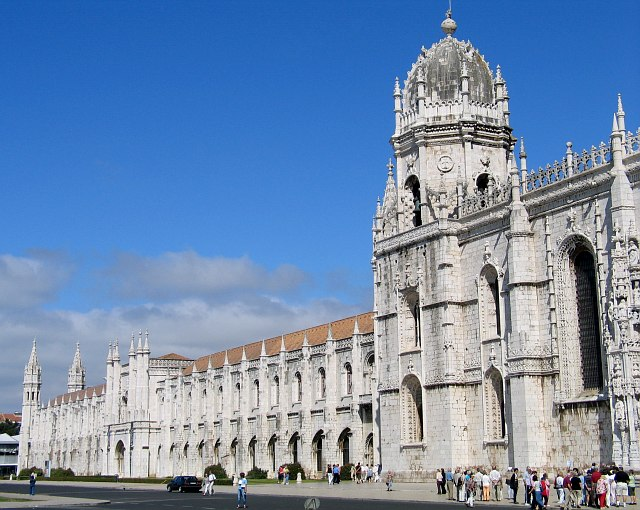
El monestir dels Jerònims de Belém, un dels millors exemples

Manuelí fou un estil arquitectònic desenvolupat a Portugal entre finals del segle xv i començaments del xvi, que deu el seu nom al rei Manuel I de Portugal.
L'estil aporta poques novetats estructurals, en ser bàsicament ornamental. Sobre una base gòtic flamígera, s'hi sobreposen elements renaixentistes i d'influència oriental, amb una densa ornamentació que fa que siguin molt abundants els motius decoratius, principalment de tipus nàutic i heràldic. Per aquesta raó, edificis d'estil gòtic isabelí presenten decoració manuelina, com és el cas de la basílica de Santa Maria la Major de Pontevedra, on destaquen les cresteries típicament manuelines.
És una variació portuguesa de l'estil gòtic final, així com de l'art lusomorisc o mudèjar, marcat per una sistematització de motius iconogràfics propis, de gran port, simbolitzant el poder regi. Va incorporar, més tard, ornamentacions del Renaixement italià. El terme manuelí va ser creat per Francisco Adolfo Varnhagen en el seu Notícia Histórica e Descriptiva do Mosteiro de Belém de 1842.
L'estil es va desenvolupar en una època propícia de l'economia portuguesa i va deixar marques en tot el territori nacional.
En destaquen com a monuments més representatius:
- Monestir de Batalha, obra de Mateo Fernandes, el francès Diogo de Boitaca i João de Castilho, en el qual destaquen les capelas imperfeitas i el claustre.
- Monestir dels Jerònims de Belém, obra també de Diogo de Boitaca i João de Castilho.
- Convent de Crist, a Tomar, de Diego de Arruda i João de Castilho.
- Torre de Belém de Francisco de Arruda.
- Església de l'antic convent de Jesús, de Diogo de Boitaca.

En un estil neomanuelí, destaca l'Hotel palau de Buçaco, de finals del segle xix.